# Memphis Grizzlies
Memphis Grizzlies – amerykański klub koszykarski, mający siedzibę w Memphis w stanie Tennessee. Występują w Dywizji Południowo-zachodniej, Konferencji Zachodniej w National Basketball Association (NBA). Domowe spotkania Grizzlies rozgrywają w FedEx Forum. Utworzony w 1995 początkowo z siedzibą w Vancouver i pod nazwą Vancouver Grizzlies. W 2001 nastąpiła przeprowadzka do Memphis i nadanie obecnej nazwy.

## Historia
Klub utworzony został w 1995. Początkową grał pod nazwą Vancouver Grizzlies. Razem z Toronto Raptors byli pierwszą drużyną w NBA z siedzibą na terenie Kanady od czasu 1946–47 Toronto Huskies.
W klubie tym grał w sezonie 2002/2003 polski koszykarz – Cezary Trybański, który był pierwszym Polakiem w NBA.

## Zawodnicy

### Kadra w sezonie 2020/21
Stan na 26 stycznia 2021
| Nr | Poz. | Nar.              | Nazwisko i imię    | Data urodzenia | Wzrost | Masa ciała |
| -- | ---- | ----------------- | ------------------ | -------------- | ------ | ---------- |
| 3  | SG   | Stany Zjednoczone | Allen, Grayson     | 1995–10–08     | 193 cm | 89 kg      |
| 1  | SF   | Stany Zjednoczone | Anderson, Kyle     | 1993–09–20     | 206 cm | 104 kg     |
| 24 | SG   | Kanada            | Brooks, Dillon     | 1996–01–22     | 201 cm | 102 kg     |
| 22 | SG   | Stany Zjednoczone | Bane, Desmond      | 1998–06–25     | 196 cm | 97 kg      |
| 15 | PF   | Kanada            | Clarke, Brandon    | 1996–09–19     | 203 cm | 97 kg      |
| 14 | C    | Senegal           | Dieng, Gorgui      | 1990–01–18     | 208 cm | 114 kg     |
| 2  | PF   | Stany Zjednoczone | Tillman, Xavier    | 1999–01–12     | 203 cm | 111 kg     |
| 30 | SF   | Stany Zjednoczone | McDermott, Sean    | 1996–11–03     | 198 cm | 88 kg      |
| 13 | C    | Stany Zjednoczone | Jackson, Jaren     | 1999–09–15     | 211 cm | 109 kg     |
| 7  | SF   | Stany Zjednoczone | Winslow, Justise   | 1996–03–26     | 198 cm | 100 kg     |
| 21 | PG   | Stany Zjednoczone | Jones, Tyus        | 1996–05–10     | 183 cm | 88 kg      |
| 46 | SG   | Stany Zjednoczone | Konchar, John      | 1996–03–22     | 196 cm | 95 kg      |
| 0  | PG   | Stany Zjednoczone | Melton, De'Anthony | 1998–05–28     | 188 cm | 90 kg      |
| 35 | C    | Francja           | Tillie, Killian    | 1998–03–05     | 208 cm | 99 kg      |
| 12 | PG   | Stany Zjednoczone | Morant, Ja         | 1999–08–10     | 190 cm | 78 kg      |
| 4  | PF   | Stany Zjednoczone | Porter, Jontay     | 1999–11–15     | 211 cm | 108 kg     |
| 17 | C    | Litwa             | Valančiūnas, Jonas | 1992–05–06     | 211 cm | 120 kg     |

Trener:  Taylor Jenkins
 Asystenci: Darko Rajkovic • Brad Jones • David McClure • Witalij Potapenko • James Penn • Sonia Raman

## Trenerzy
| - Vancouver Grizzlies - Brian Winters – 1995–1997 - Stu Jackson – 1997 - Brian Hill – 1997–1999 - Lionel Hollin – 1999–2000 - Sidney Lowe – 2000-2001 |  | - Memphis Grizzlies - Sidney Lowe – 2001–2002 - Hubie Brown – 2002–2004 (Trener roku – 2003–04) - Lionel Hollins – 2004 - Mike Fratello – 2004–2006 - Tony Barone – 2006–2007 - Marc Iavaroni – 2007–2009 - Johnny Davis – 2009 - Lionel Hollins – 2009-2013 - David Joerger – 2013-obecnie |

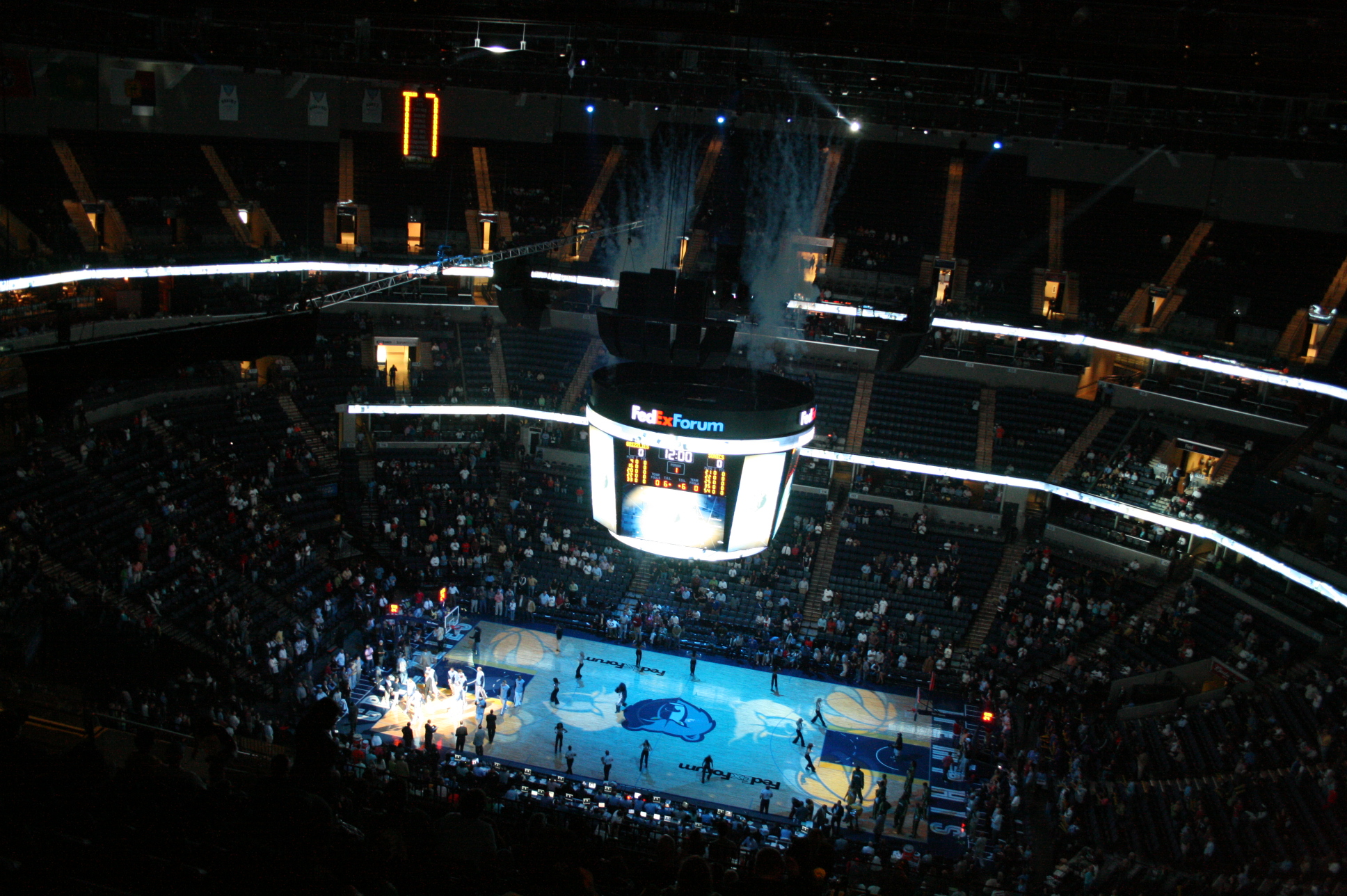
FedExForum przed meczem z Seattle SuperSonics.

## Areny
- Vancouver
  - General Motors Place (1995–2001)
- Memphis
  - Pyramid Arena (2001–2004)
  - FedExForum (2004–obecnie)

## Nagrody i wyróżnienia

### Sezon
Debiutant Roku
- Pau Gasol – 2002
- Ja Morant – 2020

Najlepszy Rezerwowy
- Mike Miller – 2006

Obrońca Roku
- Marc Gasol – 2013

NBA Sportsmanship Award
- Mike Conley  –2014, 2016, 2019

Trener Roku
- Hubie Brown – 2004

Menedżer Roku
- Jerry West – 2004

I skład NBA
- Marc Gasol – 2015

II skład NBA
- Marc Gasol – 2013

III skład NBA
- Zach Randolph – 2011

I skład defensywny NBA
- Tony Allen – 2012, 2013, 2015

II skład defensywny NBA
- Tony Allen – 2011, 2016, 2017
- Marc Gasol – 2013
- Mike Conley – 2013

I skład debiutantów NBA
- Shareef Abdur-Rahim – 1997
- Mike Bibby – 1999
- Pau Gasol – 2002
- Shane Battier – 2002
- Drew Gooden – 2003
- Rudy Gay – 2007
- O.J. Mayo – 2009
- Jaren Jackson Jr. – 2019
- Brandon Clarke – 2020
- Ja Morant – 2020

II skład debiutantów NBA
- Bryant Reeves – 1996
- Gordan Giriček – 2003
- Juan Carlos Navarro – 2008
- Marc Gasol – 2009

### NBA All-Star Weekend
Nominowani do meczu gwiazd
- Pau Gasol – 2006
- Zach Randolph – 2010, 2013
- Marc Gasol – 2012, 2015, 2017

Uczestnicy Rookie Challenge
- Bryant Reeves – 1996
- Roy Rogers – 1997
- Shareef Abdur-Rahim – 1997
- Antonio Daniels – 1998
- Michael Dickerson – 2000
- Mike Bibby – 2000
- Shane Battier – 2002

- Pau Gasol – 2002, 2003
- Drew Gooden – 2003
- Gordan Giricek – 2003
- Rudy Gay – 2007, 2008
- Juan Carlos Navarro – 2008
- Mike Conley – 2008
- OJ Mayo – 2009, 2010
- Marc Gasol – 2009, 2010

## Sukcesy
| Tytuł              | Liczba | Rok                                                                          |
| ------------------ | ------ | ---------------------------------------------------------------------------- |
| Mistrz NBA         | 0      |                                                                              |
| Mistrz Konferencji | 0      |                                                                              |
| Mistrz dywizji     | 2      | 2022, 2023                                                                   |
| Występy w play-off | 13     | 2004, 2005, 2006, 2011, 2012, 2013, 2014, 2015, 2016, 2017, 2021, 2022, 2023 |
| Występy w play-in  | 2      | 2020, 2021                                                                   |

## Poszczególne sezony
Na podstawie:. Stan na koniec sezonu 2022/23
| Sezon               | Liga | Konferencja | Poz. w konf. | Dywizja   | Poz. w dyw. | Sezon regularny | Sezon regularny | Playoffs |
| Sezon               | Liga | Konferencja | Poz. w konf. | Dywizja   | Poz. w dyw. | Wyg.            | Por.            | Playoffs |
| ------------------- | ---- | ----------- | ------------ | --------- | ----------- | --------------- | --------------- | --- |
| Vancouver Grizzlies |      |             |              |           |             |                 |                 | |
| 1995/96             | NBA  | Zachodnia   | 14           | Midwest   | 7           | 15              | 67              | |
| 1996/97             | NBA  | Zachodnia   | 14           | Midwest   | 7           | 14              | 68              | |
| 1997/98             | NBA  | Zachodnia   | 11           | Midwest   | 6           | 19              | 63              | |
| 1998/99             | NBA  | Zachodnia   | 14           | Midwest   | 7           | 8               | 42              | |
| 1999/00             | NBA  | Zachodnia   | 12           | Midwest   | 7           | 22              | 60              | |
| 2000/01             | NBA  | Zachodnia   | 13           | Midwest   | 7           | 23              | 59              | |
| Memphis Grizzlies   |      |             |              |           |             |                 |                 | |
| 2001/02             | NBA  | Zachodnia   | 13           | Midwest   | 7           | 23              | 59              | |
| 2002/03             | NBA  | Zachodnia   | 12           | Midwest   | 6           | 28              | 54              | |
| 2003/04             | NBA  | Zachodnia   | 6            | Southwest | 4           | 50              | 32              | Porażka w 1. rundzie z San Antonio Spurs (0-4) |
| 2004/05             | NBA  | Zachodnia   | 8            | Southwest | 4           | 45              | 37              | Porażka w 1. rundzie z Phoenix Suns (0-4) |
| 2005/06             | NBA  | Zachodnia   | 5            | Southwest | 3           | 49              | 33              | Porażka w 1. rundzie z Dallas Mavericks (0-4) |
| 2006/07             | NBA  | Zachodnia   | 15           | Southwest | 5           | 22              | 60              | |
| 2007/08             | NBA  | Zachodnia   | 14           | Southwest | 5           | 22              | 60              | |
| 2008/09             | NBA  | Zachodnia   | 12           | Southwest | 5           | 24              | 58              | |
| 2009/10             | NBA  | Zachodnia   | 10           | Southwest | 4           | 40              | 42              | |
| 2010/11             | NBA  | Zachodnia   | 8            | Southwest | 3           | 46              | 36              | Wygrana w 1. rundzie z San Antonio Spurs (4-2) Porażka w pół. Konf. z Oklahoma City Thunder (3-4)                                                     |
| 2011/12             | NBA  | Zachodnia   | 4            | Southwest | 2           | 41              | 25              | Porażka w 1. rundzie z Los Angeles Clippers (3-4) |
| 2012/13             | NBA  | Zachodnia   | 5            | Southwest | 2           | 56              | 26              | Wygrana w 1. rundzie z Los Angeles Clippers (4-2) Wygrana w pół. Konf. z Oklahoma City Thunder (4-1) Porażka w finale Konf. z San Antonio Spurs (0-4) |
| 2013/14             | NBA  | Zachodnia   | 7            | Southwest | 3           | 50              | 32              | Porażka w 1. rundzie z Oklahoma City Thunder (3-4) |
| 2014/15             | NBA  | Zachodnia   | 5            | Southwest | 2           | 55              | 27              | Wygrana w 1. rundzie z Portland Trail Blazers (4-1) Porażka w pół. Konf. z Golden State Warriors (2-4)                                                |
| 2015/16             | NBA  | Zachodnia   | 7            | Southwest | 2           | 42              | 40              | Porażka w 1. rundzie z San Antonio Spurs (0-4) |
| 2016/17             | NBA  | Zachodnia   | 7            | Southwest | 3           | 43              | 39              | Porażka w 1. rundzie z San Antonio Spurs (2-4) |
| 2017/18             | NBA  | Zachodnia   | 14           | Southwest | 5           | 22              | 60              | |
| 2018/19             | NBA  | Zachodnia   | 12           | Southwest | 3           | 33              | 49              | |
| 2019/20             | NBA  | Zachodnia   | 9            | Southwest | 3           | 34              | 39              | |
| 2020/21             | NBA  | Zachodnia   | 9 / 8        | Southwest | 2           | 38              | 34              | Porażka w 1. rundzie z Utah Jazz (1-4) |
| 2021/22             | NBA  | Zachodnia   | 2            | Southwest | 1           | 56              | 26              | Wygrana w 1. rundzie z Minnesota Timberwolves (4-2) Porażka w pół. Konf. z Golden State Warriors (2-4)                                                |
| 2022/23             | NBA  | Zachodnia   | 2            | Southwest | 1           | 51              | 31              | Porażka w 1. rundzie z Los Angeles Lakers (2-4) |